# Infračervená reflektografie
Infračervená reflektografie (IRR) je technika vyvinutá koncem 60. let nizozemským fyzikem J. R. J. van Asperen De Boerem, která umožňuje nedestruktivní zkoumání různých vrstev obrazů.

## Princip IRR
Infračervené světlo o delších vlnových délkách prochází vrstvami malby do různé hloubky. Stupeň penetrace závisí na tloušťce barevných vrstev, použitém pigmentu a vlnové délce světla. Čím tenčí je vrstva barev a delší vlnová délka infračerveného záření, tím snadněji záření proniká. Některé druhy použitých pigmentů se jeví jako transparentní, zatímco černé podkresby absorbují fotony infračerveného záření a jeví se tmavé. Metoda proto slouží primárně ke zviditelnění přípravných kreseb obrazů, provedených např. uhlem, přemaleb nebo změn kompozice označovaných jako pentimenty.
Speciální infračervený skener spojený s počítačem zachycuje odražené světlo. Výsledný obraz, označovaný jako infračervený reflektogram, je digitalizován a na monitoru počítače se zobrazí jako černobílý kontrastní obraz vrstev obrazu, které nejsou viditelné pouhým okem.
Pokročilá zařízení (multi-NIR reflectography) snímají simultánně odrazy při několika vlnových délkách infračerveného záření (800–2300 nm) a skládají z nich prostorový obraz.